# Sean Douglas
Sean Douglas é um compositor e produtor musical dos Estados Unidos, contratado pela Sony/ATV Music Publishing. Já escreveu para artistas como Madonna, Jason Derulo, Demi Lovato, Chris Brown e Dua Lipa.